# Aleksandr Lukasjenko
Aleksandr Lukasjenko (hviderussisk: Аляксандр Рыгоравіч Лукашэнка, tr. Aljaksandr Ryhoravitj Lukasjenka; russisk: Александр Григорьевич Лукашенко, tr. Aleksandr Grigorevitj Lukasjenko; født 30. august 1954 i Kopys i Vitebsk voblast, Hviderussiske SSR) er præsident i Hviderusland valgt i juli 1994, hvor præsidentembedet blev oprettet. Før sin karriere som politiker var direktør for et statsejet landbrug ("sovkhoz") og havde gjort tjeneste som officer i grænsetropperne i Sovjetunionens hær.
Lukashenko opretholdt som præsident statsejerskab af nøgleindustrier i Hviderusland efter Sovjetunionens opløsning og bibeholdt vigtig symbolik fra sovjettiden, herunder opretholdelse af Hvideruslands statsvåben og nationale flag, der blev overtaget uændret fra Hviderussiske SSR som vedtaget efter en kontroversiel folkeafstemning i 1995. Ved den samme folkeafstemning fik præsidentembedet, og dermed Lukasjenko, yderligere magt, herunder muligheden for at afskedige Hvideruslands øverste sovjet. En folkeafstemning i 1996 gav Lukasjenko yderligere beføjelser. De økonomiske bånd med Rusland blev styrket, og der blev oprettet en union mellem Hviderusland og Rusland. Samarbejdet mellem Hviderusland og Rusland har imidlertid ikke forløbet gnidningsfrit siden oprettelsen af unionen.
Lukasjenko leder en autoritær regering og har omtalt sig selv som den "sidste diktator" i Europa. Valg anses ikke for at være frie og demokratiske ifølge valgsobservatører, modstandere af regimet forfølges og medier er kontrolleret at staten, ligesom der er rapporteret om en lang liste af menneskerettigheds krænklser i landet, hvilket har ført til, at der fra vestlig side er indført en række sanktioner mod Lukasjenko og andre ledende personer fra landet.
Hans omstridte sejr ved Præsidentvalget i Hviderusland 2020 førte til omfattende beskyldninger om stemmefusk, hvilket kraftigt forstærkede anti-regerings protester i Hviderusland i 2020-21. Valget i 2020 er ikke anerkendt af EU, USA og Storbritannien, der således ikke anser Lukasjenko som den legitime præsident for Hviderusland.

## Politisk karriere

### Præsidentperioder
Under sine to første præsidentperioder omstrukturerede Lukasjenko landets økonomi ved at integrere den med Rusland og ved samarbejde med lederne fra det tidligere Sovjetunionen.
Siden sin første valgsejr, har han genopstillet ved alle de følgende præsidentvalg, som han har vundet. Vestlige organisationer og magter mener dog, at der været valgfusk til Lukasjenkos fordel. SNG har dog kaldt valgene frie og fair og organisationens talsmand, Vladimir Rusjajlo, har bekendtgjort, at der i løbet af valgene var en hidtil uset kampagne af udenlandsk pres. Han opfatter "viljen af flere lande til at anvende forskellige begrænsende sanktioner af politisk og økonomisk art imod Hviderusland" som "et ønske om at udøve påvirkning i den politiske process".

### Hviderussisk valg 2020
Den 9. august 2020 blev Lukasjenko valgt til sin sjette valgperiode som præsident af Hviderusland. Den amerikanske udenrigsminister Mike Pompeo har advaret om at valget "ikke var fri og fair".